# Abdulrahman Al-Aboud
Abdulrahman bin Ali bin Hassan Al-Aboud (in arabo عبد الرحمن العبود‎?; Dammam, 1º giugno 1995) è un calciatore saudita, ala destra del Al-Ittihad e dell'Arabia Saudita.

## Biografia
Anche i suoi fratelli Saad Ali Alaboud e Khaled Al-Aboud sono calciatori.

## Caratteristiche tecniche
È un'ala destra.

## Carriera

### Club
Professionista dal 2017 quando ha iniziato a giocare nell'Al-Ettifaq, nella Lega saudita professionistica, nel 2019 si è trasferito nell'Al-Ittihad.

### Nazionale
Ha esordito con la Nazionale saudita nel 2018 in un'amichevole contro la Bolivia, mentre ha disputato la prima partita ufficiale dei Figli del deserto contro la Cina nelle qualificazioni al campionato mondiale 2022.
È stato convocato per il campionato del Mondo 2022.
Nel 2025 ha partecipato alla CONCACAF Gold Cup.

## Statistiche

### Presenze e reti nei club
Statistiche aggiornate al 25 luglio 2023.
| Stagione          | Squadra           | Campionato        | Campionato | Campionato | Coppe nazionali | Coppe nazionali | Coppe nazionali | Coppe continentali | Coppe continentali | Coppe continentali | Altre competizioni | Altre competizioni | Altre competizioni | Totale | Totale | Totale |
| Stagione          | Squadra           | Comp              | Pres       | Reti       | Comp            | Pres            | Reti            | Comp               | Pres               | Reti               | Comp               | Pres               | Reti               | Pres   | Reti   |        |
| ----------------- | ----------------- | ----------------- | ---------- | ---------- | --------------- | --------------- | --------------- | ------------------ | ------------------ | ------------------ | ------------------ | ------------------ | ------------------ | ------ | ------ | ------ |
| gen.-giu. 2017    | Al-Ettifaq        | SPL               | 2          | 0          | CS              | 1               | 0               |                    | -                  | -                  |                    | -                  | -                  | 3      | 0      |        |
| 2017-2018         | Al-Ettifaq        | SPL               | 22         | 3          | CS              | 1               | 0               |                    | -                  | -                  |                    | -                  | -                  | 23     | 3      |        |
| 2018-2019         | Al-Ettifaq        | SPL               | 22         | 0          | CS              | 3               | 1               |                    | -                  | -                  |                    | -                  | -                  | 25     | 1      |        |
| Totale Al Ettifaq | Totale Al Ettifaq | Totale Al Ettifaq | 46         | 3          |                 | 5               | 1               |                    | -                  | -                  |                    | -                  | -                  | 51     | 4      |        |
| 2019-2020         | Al-Ittihad        | SPL               | 20         | 0          | CS              | 1               | 0               | AFC CL             | 1                  | 0                  |                    | -                  | -                  | 22     | 0      |        |
| 2020-2021         | Al-Ittihad        | SPL               | 23         | 3          | CS              | 2               | 0               |                    | -                  | -                  |                    | -                  | -                  | 25     | 3      |        |
| 2021-2022         | Al-Ittihad        | SPL               | 26         | 2          | CS              | 2               | 0               |                    | -                  | -                  |                    | -                  | -                  | 28     | 2      |        |
| 2022-2023         | Al-Ittihad        | SPL               | 21         | 0          | CS              | 2               | 0               |                    | -                  | -                  | SS                 | 2                  | 0                  | 25     | 0      |        |
| Totale Al Ittihad | Totale Al Ittihad | Totale Al Ittihad | 90         | 5          |                 | 7               | 0               |                    | 1                  | 0                  |                    | 2                  | 0                  | 100    | 5      |        |
| Totale carriera   | Totale carriera   | Totale carriera   | 136        | 8          |                 | 12              | 1               |                    | 1                  | 0                  |                    | 2                  | 0                  | 151    | 9      |        |

### Cronologia presenze e reti in nazionale
| Cronologia completa delle presenze e delle reti in nazionale ― Arabia Saudita | Cronologia completa delle presenze e delle reti in nazionale ― Arabia Saudita | Cronologia completa delle presenze e delle reti in nazionale ― Arabia Saudita | Cronologia completa delle presenze e delle reti in nazionale ― Arabia Saudita | Cronologia completa delle presenze e delle reti in nazionale ― Arabia Saudita | Cronologia completa delle presenze e delle reti in nazionale ― Arabia Saudita | Cronologia completa delle presenze e delle reti in nazionale ― Arabia Saudita | Cronologia completa delle presenze e delle reti in nazionale ― Arabia Saudita |
| Data                                                                          | Città                                                                         | In casa                                                                       | Risultato                                                                     | Ospiti                                                                        | Competizione                                                                  | Reti                                                                          | Note                                                                          |
| ----------------------------------------------------------------------------- | ----------------------------------------------------------------------------- | ----------------------------------------------------------------------------- | ----------------------------------------------------------------------------- | ----------------------------------------------------------------------------- | ----------------------------------------------------------------------------- | ----------------------------------------------------------------------------- | ----------------------------------------------------------------------------- |
| 10-9-2018                                                                     | Riyadh                                                                        | Arabia Saudita                                                                | 2 – 2                                                                         | Bolivia                                                                       | Amichevole                                                                    | -                                                                             | 79’                                                                           |
| 12-10-2021                                                                    | Gedda                                                                         | Arabia Saudita                                                                | 3 – 2                                                                         | Cina                                                                          | Qual. Mondiali 2022                                                           | -                                                                             | 76’                                                                           |
| 22-10-2022                                                                    | Abu Dhabi                                                                     | Arabia Saudita                                                                | 1 – 0                                                                         | Macedonia del Nord                                                            | Amichevole                                                                    | -                                                                             | 66’                                                                           |
| 26-11-2022                                                                    | Al Rayyan                                                                     | Polonia                                                                       | 2 – 0                                                                         | Arabia Saudita                                                                | Mondiali 2022 - 1º turno                                                      | -                                                                             | 85’                                                                           |
| 30-11-2022                                                                    | Lusail                                                                        | Arabia Saudita                                                                | 1 – 2                                                                         | Messico                                                                       | Mondiali 2022 - 1º turno                                                      | -                                                                             | 62’                                                                           |
| 5-6-2025                                                                      | Riffa                                                                         | Bahrein                                                                       | 0 – 2                                                                         | Arabia Saudita                                                                | Qual. Mondiali 2026                                                           | 1                                                                             | 61’                                                                           |
| 10-6-2025                                                                     | Gedda                                                                         | Arabia Saudita                                                                | 1 – 2                                                                         | Australia                                                                     | Qual. Mondiali 2026                                                           | 1                                                                             | 47’ 62’                                                                       |
| 15-6-2025                                                                     | San Diego                                                                     | Haiti                                                                         | 0 – 1                                                                         | Arabia Saudita                                                                | Gold Cup 2025 - 1º turno                                                      | -                                                                             | 46’                                                                           |
| 19-6-2025                                                                     | Austin                                                                        | Arabia Saudita                                                                | 0 – 1                                                                         | Stati Uniti                                                                   | Gold Cup 2025 - 1º turno                                                      | -                                                                             | 89’                                                                           |
| 22-6-2025                                                                     | Paradise                                                                      | Arabia Saudita                                                                | 1 – 1                                                                         | Trinidad e Tobago                                                             | Gold Cup 2025 - 1º turno                                                      | -                                                                             | 80’                                                                           |
| 28-6-2025                                                                     | Glendale                                                                      | Messico                                                                       | 2 – 0                                                                         | Arabia Saudita                                                                | Gold Cup 2025 - Quarti di finale                                              | -                                                                             | 69’                                                                           |
| Totale                                                                        |                                                                               | Presenze                                                                      | 11                                                                            |                                                                               | Reti                                                                          | 2                                                                             |                                                                               |

## Palmarès
- Supercoppa saudita: 1

Al Ittihad: 2022
- Campionato saudita: 2

Al Ittihad: 2022-2023, 2024-2025
- Coppa del Re dei Campioni: 1

Al-Ittihad: 2024-2025